# Jordan Jowkow
Jordan Jowkow bułg. Йордан Йовков (ur. 9 listopada 1880 w Żerawnie, zm. 15 października 1937 w Płowdiwie) – bułgarski pisarz okresu międzywojennego.

## Życiorys
Studiował prawo na uniwersytecie sofijskim, ale ich nie ukończył. Brał udział w wojnach bałkańskich. Jest autorem kilku zbiorów opowiadań. Tematykę Jowkow często czerpał z podań i legend ludowych, tworząc własną wizję wyidealizowanej przeszłości, kreując postacie m.in. szlachetnych rozbójników (hajduków) i kreśląc przy tym przejmujące portrety biednych, małych, zapomnianych ludzi, pełnych szlachetności i dobroci.
W opowiadaniach Jowkowa aż kipi od emocji: są tu bowiem i szlachetni zbójnicy i piękne kobiety, zdolne do największych poświęceń w imię miłości, ale też boży szaleńcy czy zbrodniarze i złoczyńcy, w których zawsze jednak drzemie jakaś iskierka dobra.

## Dzieła

### Dzieła wydane w Polsce
- Zbrodnia Iwana Belina i inne opowiadania, przekład zbiorowy, Warszawa 1960, II wydanie 1975
- Żniwiarz [Жетварят], tłum. H. Bychowska. Warszawa 1959
- Legendy Starej Płaniny [Старопланински легенди], przeł. M. Tarasiewicz, Warszawa 1981

### Dzieła wydane w Polsce wantologiach
- Antologia noweli bułgarskiej XIX i XX w., wybór i przedmowa B. Cirlić, przekł. B. Cirlić, H. Kalita. Warszawa 1955
- Biała jaskółka. Antologia opowiadań bułgarskich XIX i XX wieku, wybór K. Migdalska, W. Gałązka, wst. W. Gałązka, przekł. zbior., Katowice 1982
- Hajduk schodzi z gór. Antologia, wybór E. Konstantinowa, przekł. zbiorowy, Warszawa 1997

### Pozostałe dzieła
Wieczory w antymowskim zajeździe (Вечери в Антимовския хан, 1928, zob. np. Ałbena) oraz Pieśń kół (Песента на колелетата, 1933). 
Jest autorem również kilku powieści, m.in. Żniwiarz (Жетварят, 1920)